# Beškov
Beškov (německy Beschkaben je malá vesnice, část obce Blatce v jižní části okresu Česká Lípa. Nachází se asi dva kilometry severozápadně od Blatců. Beškov leží v katastrálním území Blatce o výměře 5,93 km². Vesnice má dvě části. Horní je přístupná od Křenova nebo obtížněji přes Rezivý důl. Ve spodní je památkově chráněná chalupa čp. 1.

## Historie
První písemná zmínka o vesnici pochází z roku 1594. Z roku 1594 a 1615 se zachovaly záznamy v deskách zemských o pozemcích a rybnících u Beškova, tehdy jako součást panství Houska. Další prokazatelný zápis je z roku 1713. Kdysi byl v obci Cikánský mlýn, Křenovský mlýn a samoty Kohlgraben, Schnellgrund a Schnellhübel.
Od 1. ledna 1980 do 30. srpna 1990 byla vesnice spolu s obcí Blatce součástí města Dubá a od 31. srpna 1990 se stala součástí obce Blatce.

## Obyvatelstvo
Při sčítání lidu v roce 1921 ve vsi žilo osmdesát obyvatel (z toho 42 mužů), z nichž byl jeden Čechoslovák a 79 Němců. Všichni se hlásili k římskokatolické církvi. Podle sčítání lidu z roku 1930 měla vesnice 73 obyvatel: tři Čechoslováky, 69 Němců a jednoho příslušníka jiné národnosti. Opět všichni byli římskými katolíky.

## Turistika
Od rozcestí Pod Kamenným vrchem je vedena přes Beškov zelená trasa pěších turistů, který přes Běškovský důl pokračuje západním směrem k Dražejovu. Z ní odbočuje naučná stezka Beškovský les. Necelý kilometr severovýchodně se nad vsí tyčí zdálky viditelný Velký beškovský vrch (475 m n. m.). Přes ves vede silnice 259 z Dubé na Mšeno, pro cyklotrasu zde využita není.

## Pamětihodnosti
- Usedlosti čp. 1 a 15